# Sterigma

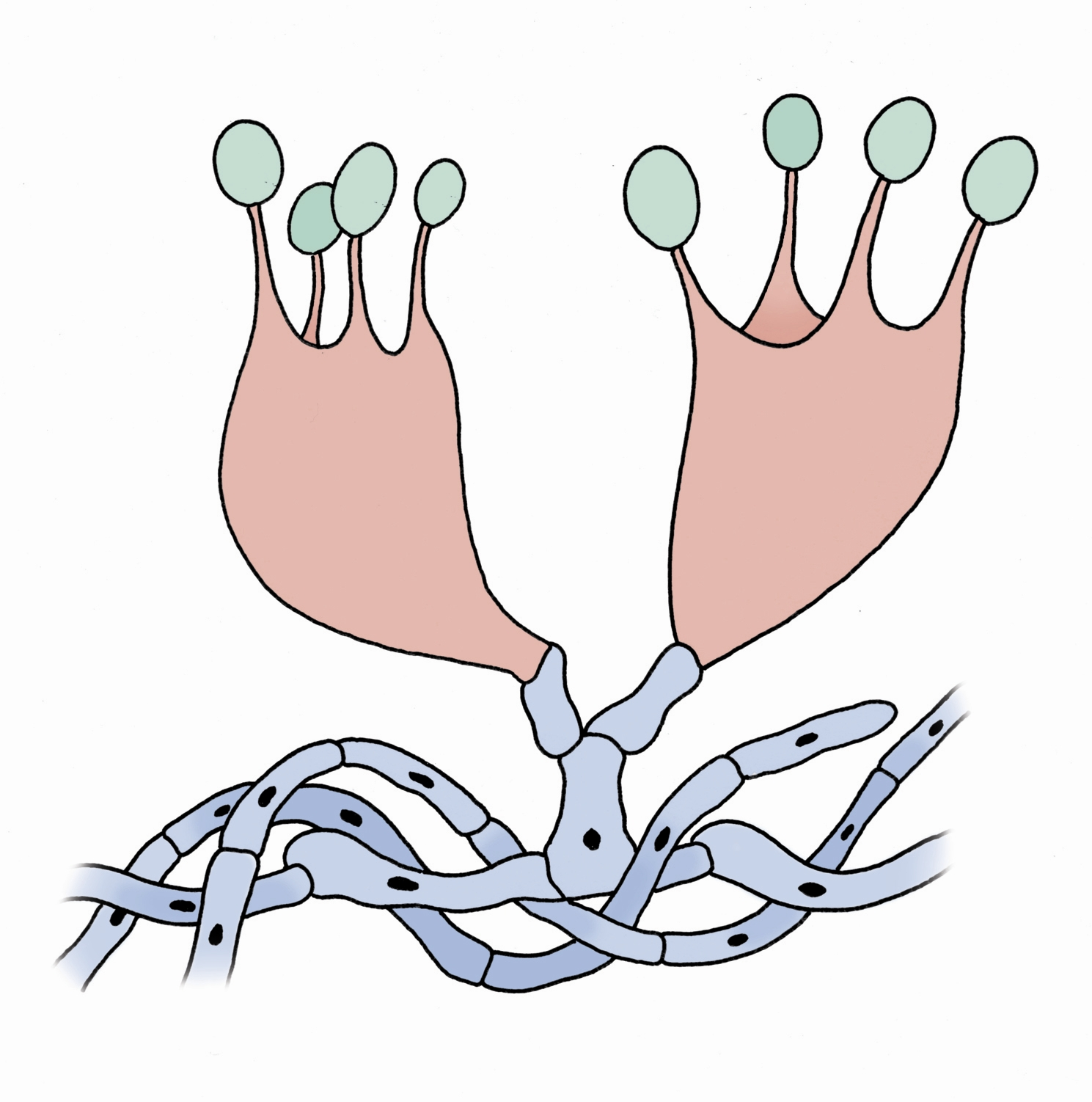
Het sterigma is de dunne verlenging die de basidiospore (groen) verbindt met het basidie (rood).

Een sterigma (meervoud: sterigmen of sterigmata) is een verlenging van het basidie (basidium) en bestaat uit een draadvormig deel uitlopend in een dunner deel waar de basidiospore aan vastzit. Het sterigma wordt op het zich ontwikkelend basidie gevormd. Het basidie vormt tijdens de meiose vier kernen, die zich naar de top van het basidie verplaatsen. Ten slotte komt in elke spore, die zich aan de top van het sterigma vormen, één kern.